# Theodor von Mauchenheim
Theodor Hartmann Philipp Gottfried Maria Freiherr von Mauchenheim gen. Bechtolsheim (* 26. August 1902 auf Schloss Mainsondheim; † 20. April 1973 in Stuttgart) war ein deutscher Kapitän zur See der Kriegsmarine im Zweiten Weltkrieg.

## Leben

### Herkunft
Theodor entstammte der Adelsfamilie von Mauchenheim. Er war ein Sohn des bayerischen Kammerherrn Franz Freiherr von Mauchenheim gen. Bechtolsheim (1862–1902) und dessen Ehefrau Sophie, geborene Freiin von und zu Guttenberg (1871–1932). Sein älterer Bruder war der spätere General der Artillerie Anton Reichard von Mauchenheim genannt Bechtolsheim (1896–1961).

### Militärkarriere
Theodor von Mauchenheim trat 1923 in die Reichsmarine ein und kam auf unterschiedlichen Schiffen für eine praktische Bordausbildung. Ende März 1925 nahm er an der Marineschule bis 22. März 1926 an einem Fähnrichslehrgang teil, wurde hier am 1. April 1925 Fähnrich zur See und belegte anschließend bis 23. Dezember 1926 noch weitere Lehrgänge. Anschließend kam er zu einer erneuten praktischen Bordausbildung auf das Linienschiff Schlesien. 1931 war er als Oberleutnant zur See (Beförderung am 1. Juli 1929) bei der 4. Torpedoboots-Halbflottille eingesetzt. Am 1. Januar 1935 wurde er Kapitänleutnant und vier Jahre später Korvettenkapitän.
Von der Indienststellung am 21. März 1939 an war er Kommandant des Zerstörers Z 20 Karl Galster. Nach dem Beginn des Zweiten Weltkriegs erhielt er am 6. November 1939 das Eiserne Kreuz II. Klasse und neun Tage später das Eiserne Kreuz I. Klasse. Ebenso wurde er Mitte Februar 1942 mit dem Deutschen Kreuz in Gold ausgezeichnet. Am 4. August 1942 gab er das Kommando ab. Zwischenzeitlich war er von Oktober 1941 bis März 1942 in Vertretung für Alfred Schulze-Hinrichs Chef der 6. Zerstörerflottille, welche in Norwegen operierte. Anschließend diente er als Erster Admiralstabsoffizier bis September 1943 im Stab des Führers der Zerstörer. In dieser Position wurde er am 1. Januar 1943 zum Fregattenkapitän und bereits am 1. Oktober 1943 zum Kapitän zur See befördert. Zeitgleich war er ab März 1943 Chef des Stabes, was er bis Februar 1944 blieb. Von Mitte Januar 1944 bis 23. Februar 1944 war er zusätzlich in Vertretung Führer der Zerstörer, wurde dann bis April 1944 mit der Wahrnehmung als Chef der 5. Zerstörerflottille beauftragt. Ende Januar 1944 war er mit dem Kriegsverdienstkreuz II. Klasse mit Schwertern ausgezeichnet worden. Bis Juni 1944 war er Chef der 8. Zerstörerflottille „Narvik“. Im gleichen Monat hatte er mit der 8. Zerstörerflottille – bestehend aus drei Zerstörern und einem Torpedoboot – probiert, im Ärmelkanal einen alliierten Schiffskonvoi zu stellen. Dieser bestand aus acht Zerstörern: Tatar, Ashanti, Haida, Huron, Piorun, Eskimo, Javelin und Błyskawica. Dabei wurden auf deutscher Seite zwei Zerstörer versenkt und die beiden anderen Boote schwer beschädigt, während auf alliierter Seite lediglich die Tatar ernsthaft Schaden nahm. Mauchenheim ließ den stark beschädigten Zerstörer Z 32, welche das Flaggschiff der Flottille war, auf einen Felsen vor der Île de Batz auffahren, um die Besatzung evakuieren zu können. Später wurde von den deutschen Kräften die überlebende Besatzung geborgen. Am 3. Juli 1944 erhielt er trotzdem für die Führung der 8. Zerstörerflottille bei den Kämpfen im Ärmelkanal das Ritterkreuz des Eisernen Kreuzes und auch das Zerstörer-Kriegsabzeichen mit Brillanten; das Zerstörer-Kriegsabzeichen hatte er am 19. Oktober 1940 erhalten. Anschließend war Mauchenheim bis Kriegsende Marineverbindungsoffizier beim OKM zum Reichssicherheitshauptamt. Hier war er dem Amt VI zugeordnet.
Aus der Kriegsgefangenschaft wurde er am 24. November 1946 entlassen.